# Shesmu
(Testi delle piramidi, "Inno cannibale")

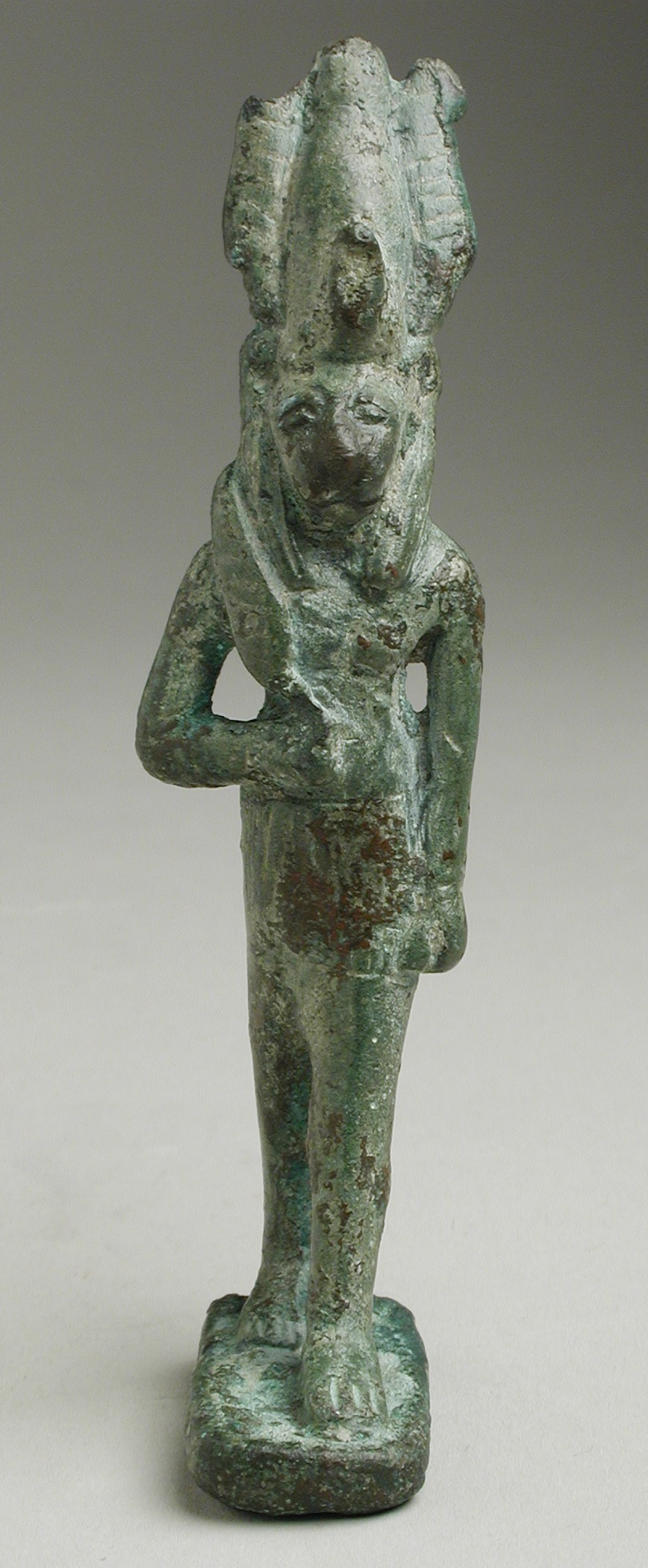
Statuetta in bronzo di un dio leonino armato di coltello, raffigurante Shesmu, Maahes. Periodo tolemaico.

Shesmu (anche Shezmu e Schesmu) è una divinità egizia della religione egizia dalle caratteristiche estremamente contraddittorie, dio infero del vino, dei frantoi dell'olio e della tortura delle anime dei malvagi, cui avrebbe pigiato le teste in un tino. Il suo culto ebbe vigore fin dagli albori dell'Antico Regno (ca. 2680 - 2180 a.C.).

## Descrizione

### Iconografia
L'iconografia di Shesmu è rara. Nelle sue poche rappresentazioni, veniva raffigurato come un uomo dalla testa di leone che impugnava un coltello da macellaio. In epoche successive poteva comparire integralmente come leone. Una semplice menzione al suo nome poteva essere resa con il geroglifico determinativo di un frantoio.

### Ruoli e caratteristiche
Shesmu assommava in sé caratteristiche piuttosto contraddittorie. In un suo aspetto era adorato come "Signore del profumo", "Creatore di tutti gli oli preziosi", "Signore del frantoio dell'olio", "Signore degli unguenti" e "Signore del vino". Era quindi un dio talvolta festivo, in maniera non molto dissimile dalla gioiosa dea Meret. Alcuni testi risalenti all'Antico Regno menzionano una festa speciale per celebrare Shesmu, nel corso della quale dei giovani uomini dovevano pigiare l'uva per poi danzare e cantare. 

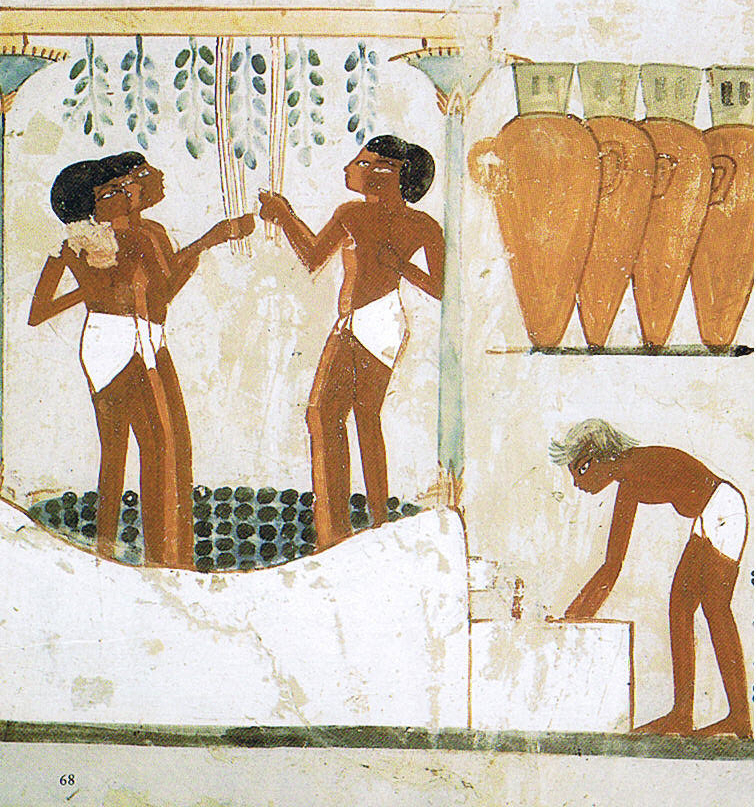
La pigiatura dell'uva, strettamente connessa al culto di Shesmu, sulle pareti della tomba di Nakht (TT52), a Tebe.

Sul versante opposto, Shesmu era considerato un dio vendicativo e sanguinario, appellato "Signore del sangue", "Grande Massacratore" e "Smembratore di corpi". All'interno dei Testi delle piramidi, in vari passaggi è implorato di squartare e cucinare alcune divinità: il faraone avrebbe tratto nutrimento dalle carni, avendo bisogno di grandi energie, soprattutto magiche, per il suo viaggio notturno verso le stelle. È assai probabile che l'associazione di Shesmu con lo spargimento del sangue derivi dalla pratica egizia di offrire vino rosso e scuro alle divinità, definendolo proprio "sangue degli dei". Questa circostanza avvicinava Shesmu ad altre divinità, violente o meno, contraddistinte dal colore rosso, come Ra, Horus e Kherti. La forza potenzialmente distruttiva di Shesmu lo rese uno dei protettori del dio-sole Ra, vulnerabile durante il suo viaggio nell'oltretomba sulla barca notturna: avrebbe dovuto respingere e uccidere i molti demoni (fra cui il perfido Apopi), abitanti del mondo dei morti, che tentavano di struggere il sole e impedirgli di sorgere ogni mattina.
Sembra che durante il Nuovo Regno (ca. 1550 - 1069 a.C.) le caratteristiche temibili, pericolose e negative di Shesmu furono quasi del tutto soppiantate da quelle positive. Benché, su un papiro della XXI dinastia (XI/X secolo a.C.), il suo tino per l'uva sia raffigurato pieno di teste umane anziché di grappoli (iconografia comune in epoche della storia egizia molto più antiche, per esempio nei Testi dei sarcofagi del Medio Regno), il sarcofago appartenente alla "Divina Sposa di Amon" Ankhnesneferibra, della XXVI dinastia (VII/VI secolo a.C.), menziona Shesmu come un raffinato produttore di olio per il dio Ra. In seguito, in epoca greco-romana (IV secolo a.C. - IV secolo d.C.), la creazione di unguenti ed essenze preziose per le altre divinità divenne la principale, benefica, attività attribuita a Shesmu.
Il principale centro del culto di Shesmu fu il Fayyum; piccole cappelle gli furono erette, successivamente, a Edfu e Dendera.